# Parijs-Tours 1985
De Grote Herfstprijs 1985 ofwel, de 79ste editie van Parijs-Tours werd verreden op zondag 6 oktober 1985. De wedstrijd had een lengte van 249,5 kilometer, startte in Créteil en eindigde in Chaville.
De Belg Ludo Peeters passeerde solo de eindstreep.
Deze wedstrijd was de onderdeel van de Super Prestige Pernod.

## Uitslag
| Plaats  | Naam                   | Ploeg                   | Tijd     |
| ------- | ---------------------- | ----------------------- | -------- |
| Winnaar | Ludo Peeters           | Kwantum Hallen-Yoko     | 6u27'36" |
| 2       | Moreno Argentin        | Sammontana              | + 0'21"  |
| 3       | Sean Kelly             | Skil-Sem                | z.t.     |
| 4       | Teun van Vliet         | Verandalux-Dries        | z.t.     |
| 5       | Jean-Luc Vandenbroucke | La Redoute-Motobécane   | z.t.     |
| 6       | Adrie van der Poel     | Kwantum Hallen-Yoko     | z.t.     |
| 7       | Régis Clère            | Peugeot-Shell-Michelin  | z.t.     |
| 8       | Leo van Vliet          | Kwantum Hallen-Yoko     | + 1'04"  |
| 9       | Thierry Marie          | Renault-Elf-Gitane      | + 1'06"  |
| 10      | Rudy Dhaenens          | Hitachi-Splendor-Sunair | + 2'18"  |

1896 · 
1897 · 
1898 · 
1899 · 
1900 · 
1901 · 
1902 · 
1903 · 
1904 · 
1905 · 
1906 · 
1907 · 
1908 · 
1909 · 
1910 · 
1911 · 
1912 · 
1913 · 
1914 · 
1915 · 
1916 · 
1917 · 
1918 · 
1919 · 
1920 · 
1921 · 
1922 · 
1923 · 
1924 · 
1925 · 
1926 · 
1927 · 
1928 · 
1929 · 
1930 · 
1931 · 
1932 · 
1933 · 
1934 · 
1935 · 
1936 · 
1937 · 
1938 · 
1939 · 
1940 · 
1941 · 
1942 · 
1943 · 
1944 · 
1945 · 
1946 · 
1947 · 
1948 · 
1949 · 
1950 · 
1951 · 
1952 · 
1953 · 
1954 · 
1955 · 
1956 · 
1957 · 
1958 · 
1959 · 
1960 · 
1961 · 
1962 · 
1963 · 
1964 · 
1965 · 
1966 · 
1967 · 
1968 · 
1969 · 
1970 · 
1971 · 
1972 · 
1973 · 
1974 · 
1975 · 
1976 · 
1977 · 
1978 · 
1979 · 
1980 · 
1981 · 
1982 · 
1983 · 
1984 · 
1985 · 
1986 · 
1987 · 
1988 · 
1989 · 
1990 · 
1991 · 
1992 · 
1993 · 
1994 · 
1995 · 
1996 · 
1997 · 
1998 · 
1999 · 
2000 · 
2001 · 
2002 · 
2003 · 
2004 · 
2005 · 
2006 · 
2007 · 
2008 · 
2009 · 
2010 · 
2011 · 
2012 · 
2013 · 
2014 · 
2015 · 
2016 · 
2017 · 
2018 · 
2019 ·
2020 ·
2021 ·
2022 ·
2023 ·
2024 ·
2025